# Waldbaur

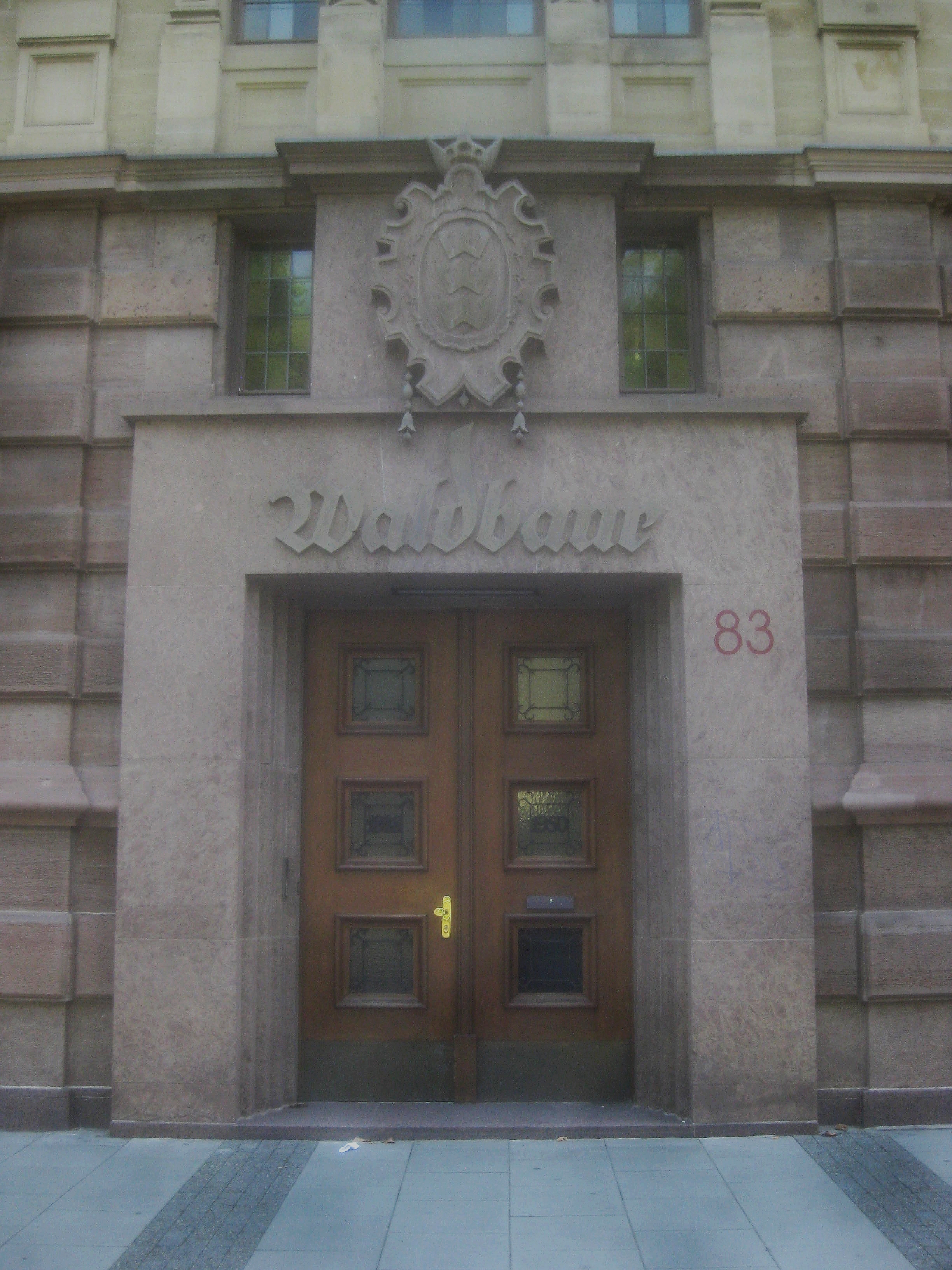
Eingangsportal der ehemaligen Schokoladenfirma Waldbaur, Stuttgart, Rotebühlstraße 83.

Waldbaur war ein Stuttgarter Schokoladenhersteller, der fast 130 Jahre lang von 1848 bis 1977 zu den wichtigsten Schokoladeproduzenten in Deutschland gehörte. Gründer der Firma waren die Brüder Franz und Gustav Waldbaur. Sie begründeten zusammen mit anderen Pionieren der Schokoladenindustrie wie Moser-Roth, Eszet und Ritter den Ruf Stuttgarts als bedeutende Schokoladenstadt.
Das Unternehmen war zwei Generationen in Familienbesitz und von 1887 bis 1964 im Besitz von Max Loës (Vater) und Karl Loës (Sohn). 1964 ging die Firma auf Gerd Ruisinger über. Nach ihrer Auflösung 1977 wurde die Schokoladenfirma in die Waldbaur Verwaltungs- und Beteiligungs-GmbH umgewandelt, die unter anderem das Waldbaur-Areal in Stuttgart verwaltet.

## Geschichte

### Gründer
Die Schokoladenfabrik Waldbaur wurde 1848 von den beiden Brüdern Franz Waldbaur (1808–1866) und Gustav (Albert) Waldbaur (1814–1861) gegründet. Ihr Vater war der Böblinger Lehrersohn Gottlob Waldbaur. Er absolvierte eine Apothekerlehre und übernahm nach neun Jahren als Apothekergehilfe 1802 die Mohrenapotheke in Möhringen. 1803 heiratete er die Pfarrerstochter Wilhelmine Luise Grundler (1782–1842), die ihm 14 Kinder gebar, darunter die beiden Brüder Franz und Gustav. Gottlob Waldbaur starb 1823 im Alter von 47 Jahren.

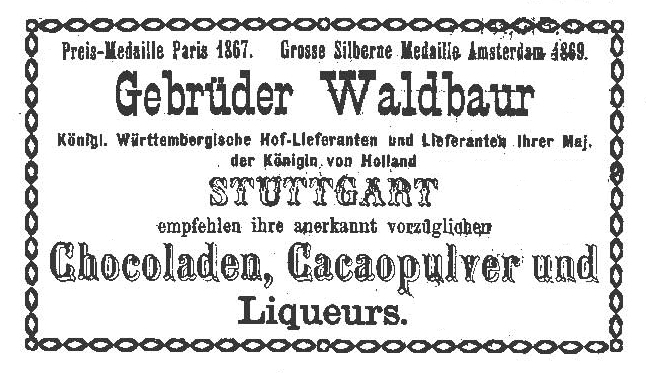
Anzeige der Gebrüder Waldbaur im Stuttgarter Adressbuch, 1871.

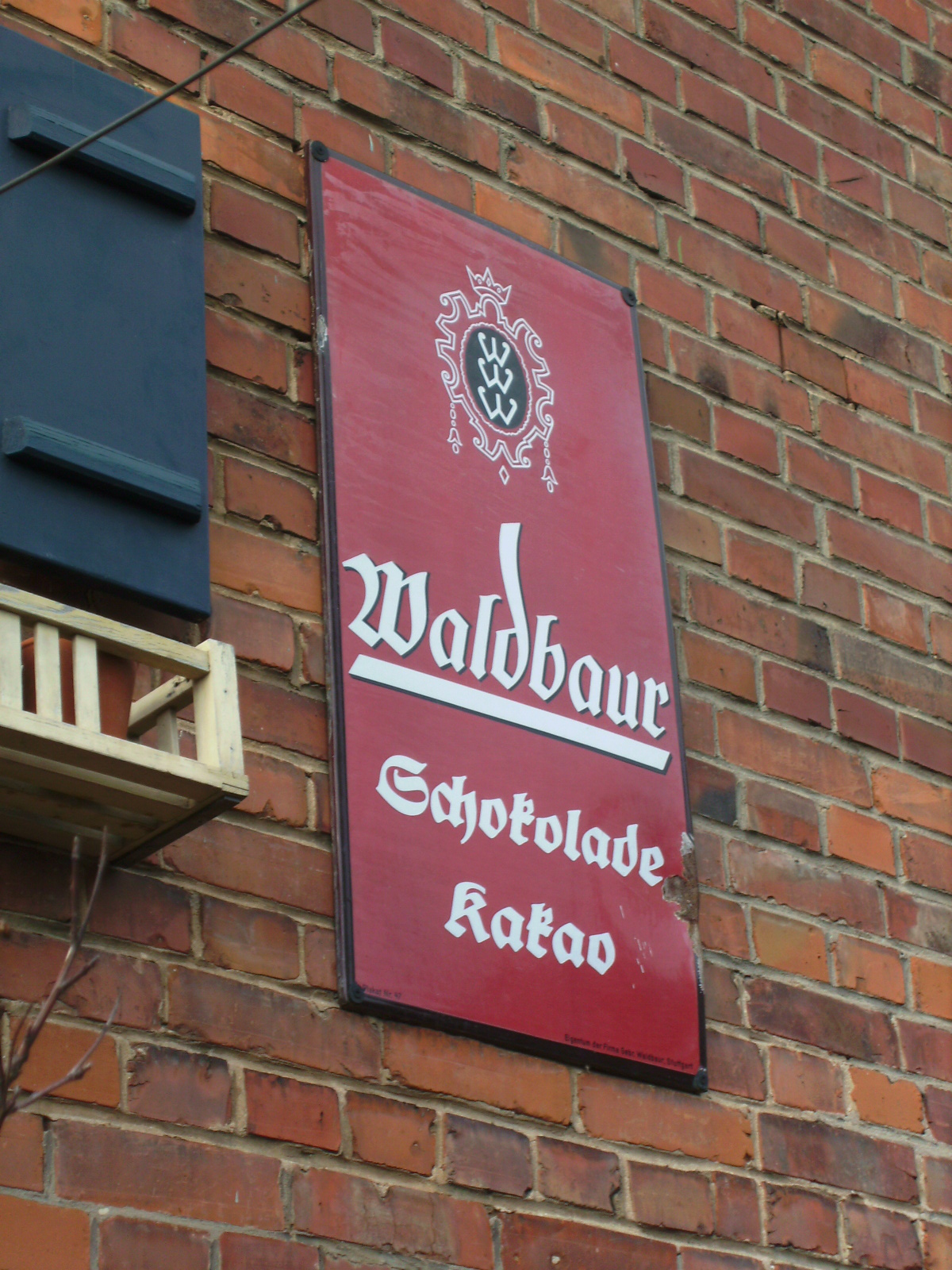
Waldbaur-Reklametafel in Besigheim.

Franz, der ältere der beiden Brüder, absolvierte nach dem Tod seines Vaters von 1823 bis 1827 eine Apothekerlehre und war anschließend vier Jahre als Apothekergehilfe in Ulm, Tübingen und Stuttgart tätig. Nach dem Tod des Vaters hatte seine Mutter die Mohrenapotheke verkauft. Als der Käufer nach einigen Jahren von Möhringen wegziehen wollte, kaufte Franz Waldbaur 1831 die Mohrenapotheke zurück. 1832 legte er das Apothekerexamen ab und heiratete Caroline Bohn (1812–1910). Sie schenkte ihm drei Söhne, die schon im Kindesalter starben. Sein jüngerer Bruder Gustav Waldbaur wurde Kaufmann und lebte seit den 1830er Jahren in Stuttgart. Aus seiner Ehe mit Amalie Springer gingen vier Kinder hervor.
In den 1840er Jahren begann Franz Waldbaur im Laboratorium seiner Apotheke mit der Herstellung von Schokolade. Er konnte sich dabei an zwei Stuttgarter Pionieren der Schokoladenproduktion orientieren, den Konditormeistern Wilhelm Roth jr. und Eduard Otto Moser, die 1841 bzw. 1846 die beiden ersten Schokoladenfirmen in Stuttgart gegründet hatten.
Der Geschäftserfolg seiner kleinen Manufaktur veranlasste ihn, eine Fabrik in Stuttgart aufzubauen. Er gab seinen Beruf auf und verkaufte die Apotheke in Möhringen. Zusammen mit seinem jüngeren Bruder Gustav richtete er außerhalb der Stadt im Stuttgarter Westen gegenüber dem Feuersee eine Schokoladenfabrik ein. Die Brüder installierten eine moderne dampfbetriebene Schokoladenmaschine zum Antrieb der Kakaomühlen. In einer Annonce im Stuttgarter Adressbuch von 1851 warben sie für ihre „Dampfschokoladen“ unter Hinweis auf ihre
„Dampf-Chocolade-Fabrik nach der neuesten Pariser Einrichtung, mittelst welcher die Chocolade auf das Feinste durch Granitwalzen, ohne mit Eisen in Berührung zu kommen, bereitet wird“.
Die Schokoladenproduktion in Stuttgart entwickelte sich anfangs langsam: 1861 gab es die vier Firmen Roth (gegründet 1841), Moser (1846), Waldbaur (1848) und Eszet (1857), die zusammen 37 Mitarbeiter beschäftigten. Die Gebrüder Waldbaur erweiterten ihre Produktpalette im Lauf der Jahre um Kakaopulver, Liköre und Tee. Das Unternehmen firmierte als „Gebr. Waldbaur, Dampfchocolade und Liqueurfabrik“ (1855) und „Gebr. Waldbaur, Chocolade. Liqueursfabrik und Theehandlung“ (1871).

### Nachfolger

#### Gustav und Hermann Waldbaur
Als 1861 Gustav Waldbaur im Alter von 47 Jahren starb, übernahmen seine beiden Söhne Gustav (Adolf) Waldbaur (1839–1874) und Hermann Waldbaur (1840–1886) die Firma. Sie strichen das „e“ im bisherigen Namen Waldbauer und nannten sich fortan Waldbaur. 1862 vergrößerten sie die Fabrik um ein weiteres Gebäude.

#### Max und Karl Loës

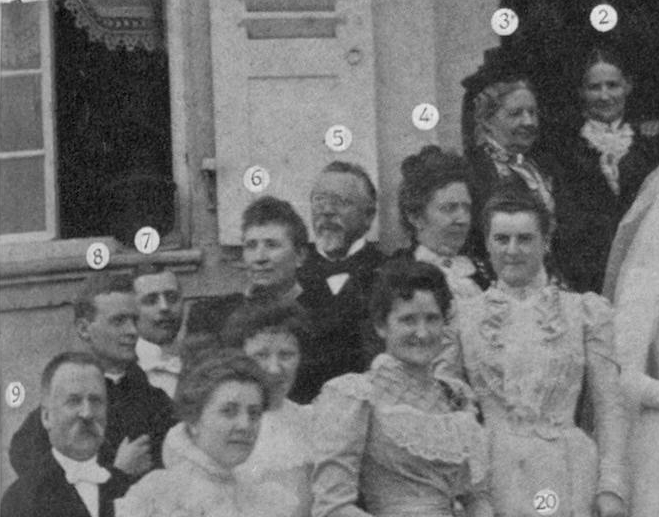
Max Loës (5) mit Frau (6) und Sohn (7), 1900.

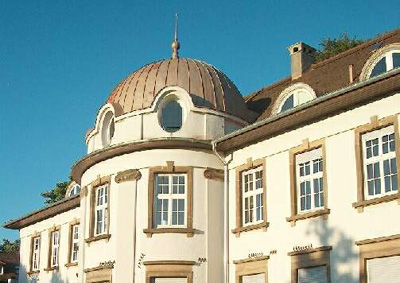
Villa Diemershaldenstraße 11, 2009.

Nach dem frühen Tod von Gustav (1874) und Hermann Waldbaur (1886) wurde 1887 Max Loës, der aus Kraichtal-Oberöwisheim stammende Sohn eines Müllers, Besitzer der Firma Waldbaur. Er ließ 1889 das Haupthaus Rotebühlstraße 83 neu aufrichten, 1899 auch das Gebäude Rotebühlstraße 85. Max Loës war verheiratet mit Thekla Kreuzer. Aus der Ehe ging der Sohn Karl Loës (1877–1964) hervor, der 1912 nach Beendigung seines Studiums die Firma übernahm. Unter der Geschäftsführung von Loës Vater und Sohn nahm die Firma Waldbaur einen rapiden Aufschwung: nach 150 Mitarbeitern im Jahr 1910 bestand die Belegschaft 1960 bereits aus 500 Mitarbeitern.
Nach dem Zweiten Weltkrieg ließ Karl Loës die zerstörten Gebäude wieder aufbauen. Anfang der 1950er Jahre urteilte Karl Loës über seine eigene Leistung: „Unter seiner Leitung hat sich der Betrieb außerordentlich gut entwickelt. Das Werk gehört heute mit zu den bedeutendsten Markenartikelfirmen, dessen Erzeugnisse an der Spitze der deutschen Qualitätsschokolade stehen.“
1926 kaufte Karl Loës die „Villa Wittmann“ in der Diemershaldenstraße 11, einen herrschaftlichen Wohnsitz, den der Bankier Ludwig Wittmann 1923 erbaut hatte. Nach dem Zweiten Weltkrieg verkaufte er die Villa, in der von 1951 bis 2013 das Institut français residierte.

#### Gerd Ruisinger
Nach dem Tod von Karl Loës 1964 ging die Firma Waldbaur auf Gerd Ruisinger (1918–2008) über. Er wurde in Freudenstadt als Sohn eines Oberlehrers geboren und promovierte 1960 zum Dr. Ing. am Institut für Landmaschinen der Technischen Universität München über das Thema „Die Feinzerkleinerung von Schokoladenmasse“. Er heiratete Praxedis Loës, die Tochter von Karl Loës. Aus der Ehe gingen zwischen 1951 und 1963 zwei Töchter und die beiden Söhne Björn Ruisinger und Hans-Joachim Ruisinger hervor. Er war Mitglied im Bundesverband der Deutschen Süßwarenindustrie und gehörte von 1969 bis 1977 dem Vorstand der Fachsparte Schokolade, Schokoladenerzeugnisse und Kakao an.

### Firmenauflösung

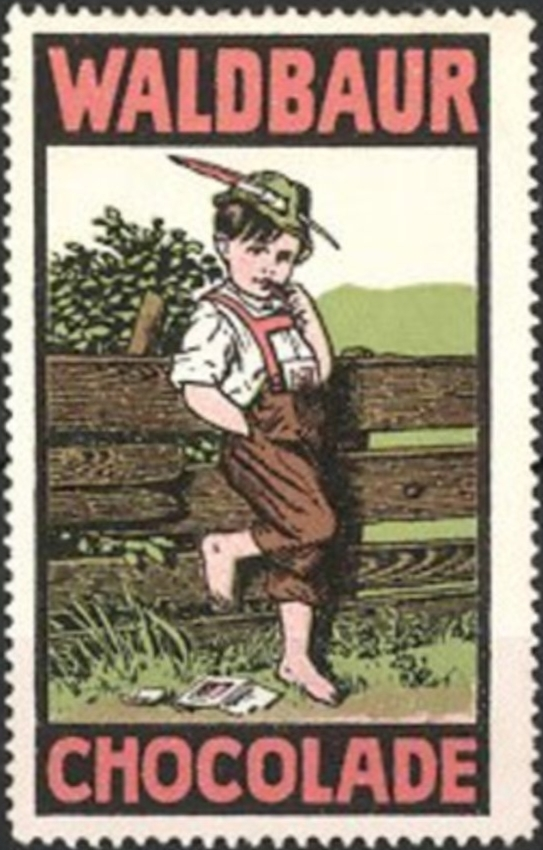
Waldbaur-Reklamemarke, vor 1913.

Durch weltweite Überkapazitäten geriet die Schokoladenbranche in den 1970er Jahren in wirtschaftliche Bedrängnis. Berühmte Stuttgarter Schokoladenhersteller gaben den Betrieb auf, bereits 1967 Moser-Roth bzw. Haller und 1975 Eszet. Nach 128 Jahren verkaufte Waldbaur die Markenrechte 1976 an den Kölner Schokoladenhersteller Stollwerck und stellte 1977 die Produktion ein. 700 Mitarbeiter verloren ihren Arbeitsplatz. Heute erinnert als einzige noch die Schokoladenfirma Ritter Sport, 1912 in Cannstatt gegründet und heute in Waldenbuch ansässig, an die ruhmreiche Vergangenheit der Schokoladenstadt Stuttgart.
Die Firma Waldbaur ging über auf die Waldbaur Verwaltungs- und Beteiligungs-GmbH, die auch die Immobilien des Waldbaur-Areals verwaltet. Mieter in den Gebäuden des Areals sind etwa 30 Unternehmen, darunter mehrere Waldbaur-Firmen, die Klimaschutz- und Energieagentur Baden-Württemberg, die Messefirma Mesago, der Panini-Verlag, die IT-Firma Sprinteins, die Galerie von Braunbehrens sowie einige Freiberufler und Startups.

## Werbemittel
Eine Vielzahl von Werbemitteln hat das Ende der Firma Waldbaur überlebt. Zu den begehrten Sammlerobjekten gehören Reklameschilder, Verpackungen, Reklamemarken, Malvorlagen, Kartenspiele, Comicstrips, Aschenbecher und Zahlteller. Besonders beliebt sind die Dosen und Schachteln der berühmten Waldbaur-Katzenzungen mit fünf niedlichen Kätzchen als Dekor.

## Gebäude

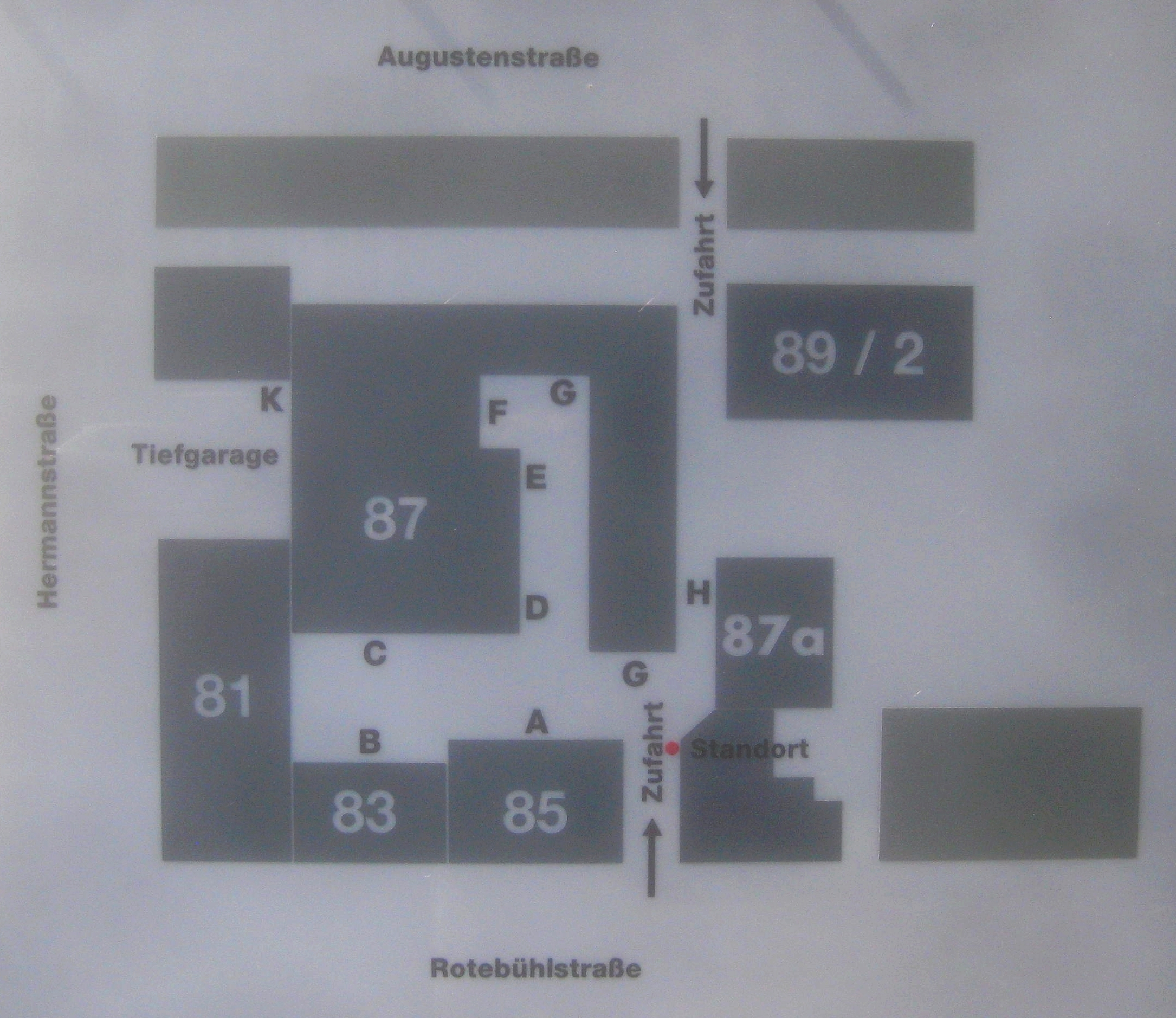
Grundriss des Waldbaur-Areals (dunkelgrau = Waldbaur-Gebäude), 2016.

Gabriele Kreuzberger schreibt in ihrem Standardwerk über „Fabrikbauten in Stuttgart“:
„Da jedoch 1948 die gesamten Bauakten der Jahre zwischen 1830 und 1883 entfernt wurden, läßt sich das Aussehen und die Geschichte der alten Waldbaur-Gebäude nicht mehr nachvollziehen.“
Nach ihrer Gründung bezog die Firma Waldbaur 1848 das Haus Vor dem Calwerthor 7 (ab 1851 Rotebühlstraße 83), in dem vorher bereits die Firma Märklin & Scholl eine Likör-, Senf- und Parfümerie-Fabrik betrieben hatte. Das Haus Nummer 85 wurde als Wohn- und Miethaus benutzt. 1862 ließen Gustav und Hermann Waldbaur einen Fabrikanbau errichten, der die Hausnummer 85b und ab 1867 die Nummer 87 erhielt.
1889 wurde das Haupthaus Rotebühlstraße 83 durch einen repräsentativen Neubau ersetzt, das einzige erhaltene Zeugnis aus der großen Zeit der ehemaligen Schokoladenfabrik. Über dem Eingang des Gebäudes prangt in großen Lettern der Schriftzug Waldbaur, darüber das Firmenwappen mit den Buchstaben WWW, dem Monogramm des Werbespruchs „Wir wollen Waldbaur“. 1899 ließ Max Loës durch den Stuttgarter Architekten Friedrich Eisenlohr statt des Miets- und Geschäftshauses Rotebühlstraße 85 einen Neubau im Stil der Neurenaissance errichten.

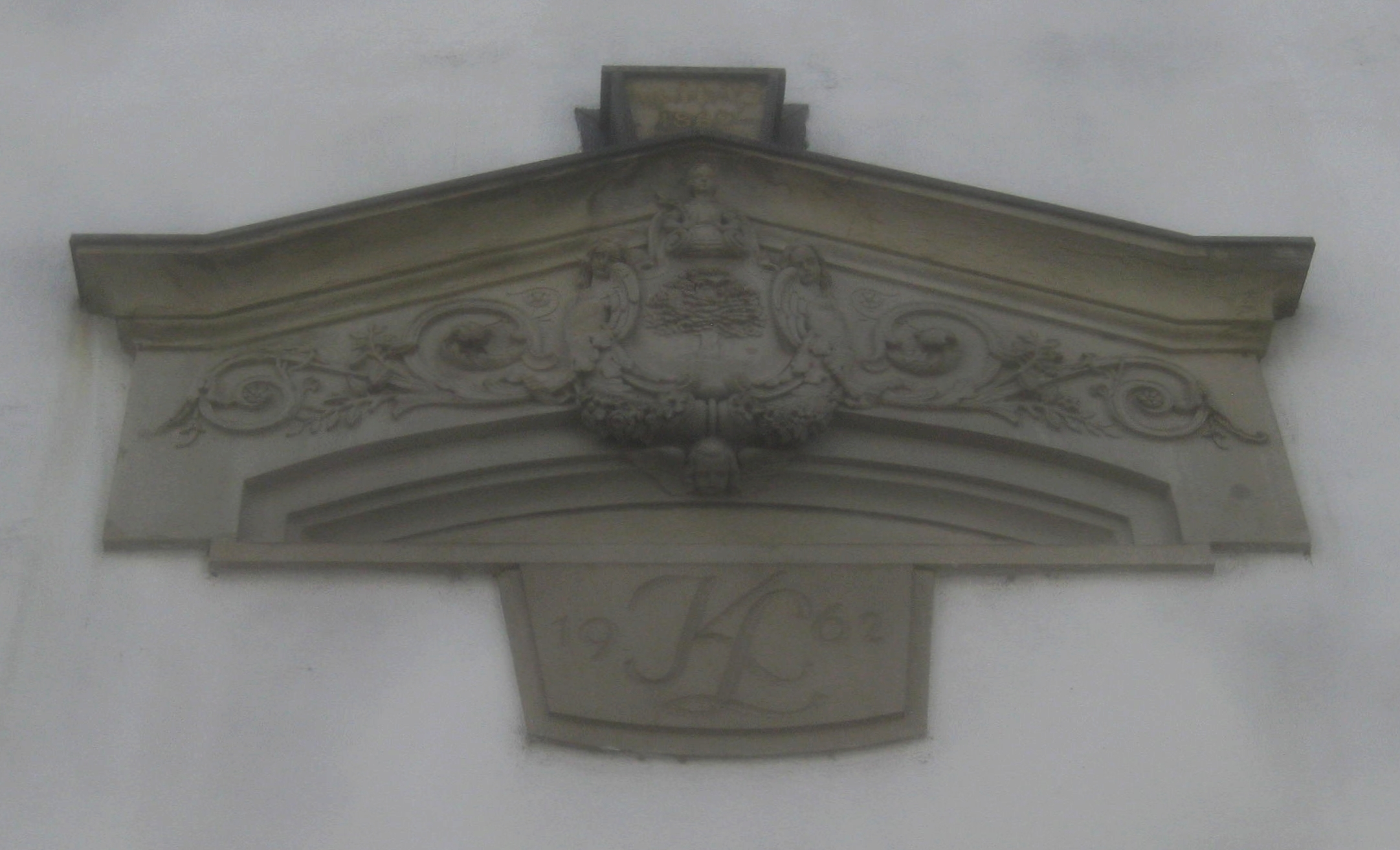
Türgiebel eines ehemaligen Waldbaur-Gebäudes.

Während des Zweiten Weltkriegs wurden die Gebäude Rotebühlstraße 85 und 87 zerstört. Karl Loës ließ sie nach dem Krieg wiederaufbauen. Ein Inschriftenstein aus dem Jahr 1955 mit seinen Initialen KL, der an dem Gebäude 87C angebracht ist, zeugt von dem Wiederaufbau. Im Jahr 1962, hundert Jahre nach der Erbauung des Gebäudes Rotebühlstraße 87, ließ Karl Loës das Gebäude 87G errichten. Es trägt zur Erinnerung über dem Eingang zur Galerie von Braunbehrens einen aus den Trümmern des Kriegs geretteten alten Türgiebel, darüber einen Stein mit dem Monogramm von Gustav und Hermann Waldbaur „G. & H. W. 1862“ und darunter einen Stein mit der Inschrift „KL 1962“.
Die Waldbaur-Gebäude liegen in dem Geviert zwischen Rotebühlstraße und Augustenstraße bzw. Hermannstraße und Senefelderstraße. Sie belegten ursprünglich die Hausnummern Rotebühlstraße 83 bis 87, heute 81 bis 89. Im dritten Stock des 1862 von den Waldbaurs erbauten Hauses Hermannstraße 11 wohnte von 1864 bis 1870 der Schriftsteller Wilhelm Raabe.

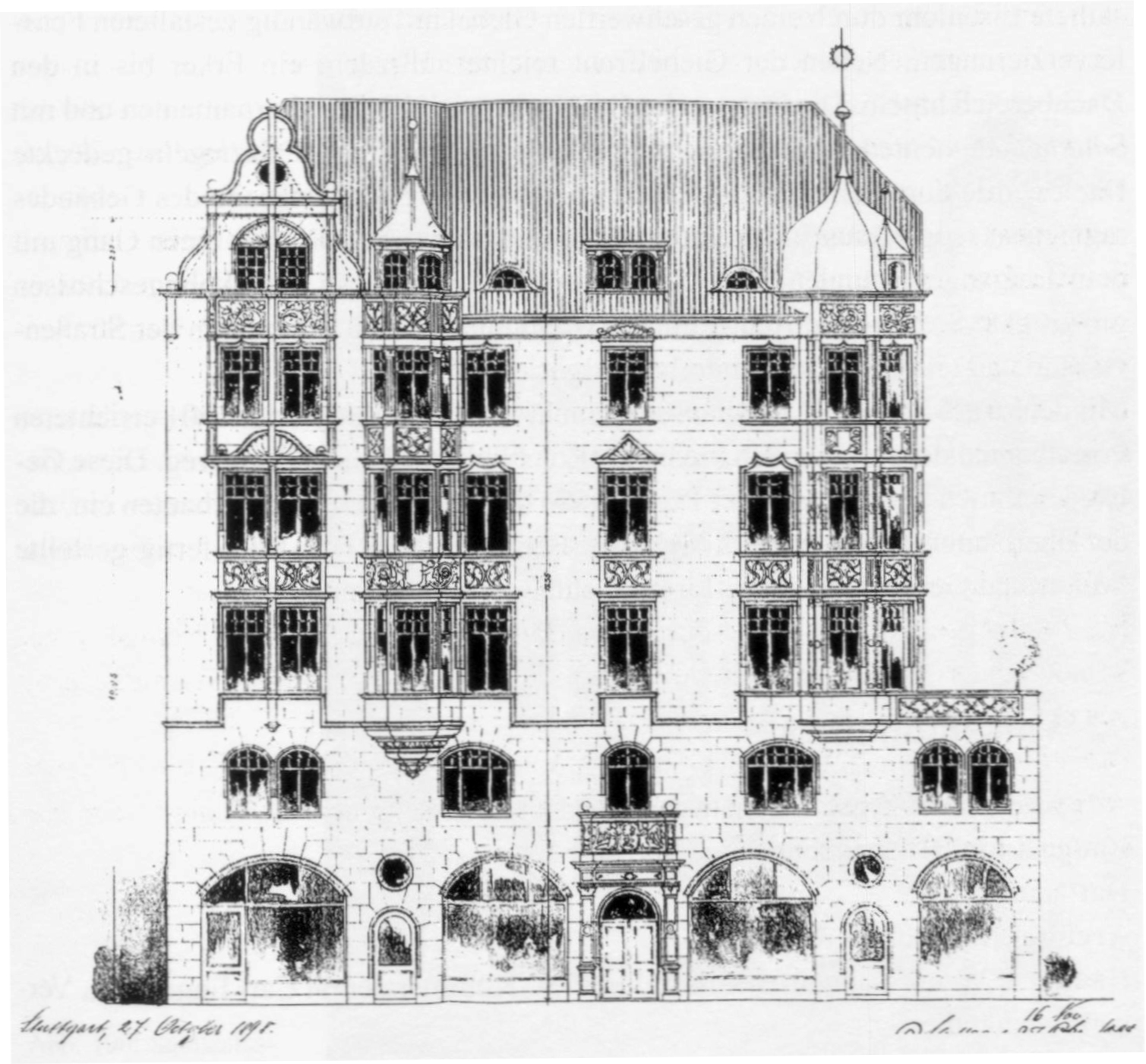
Waldbaur-Gebäude Rotebühlstraße 85, Baujahr 1899, im Zweiten Weltkrieg zerstört.
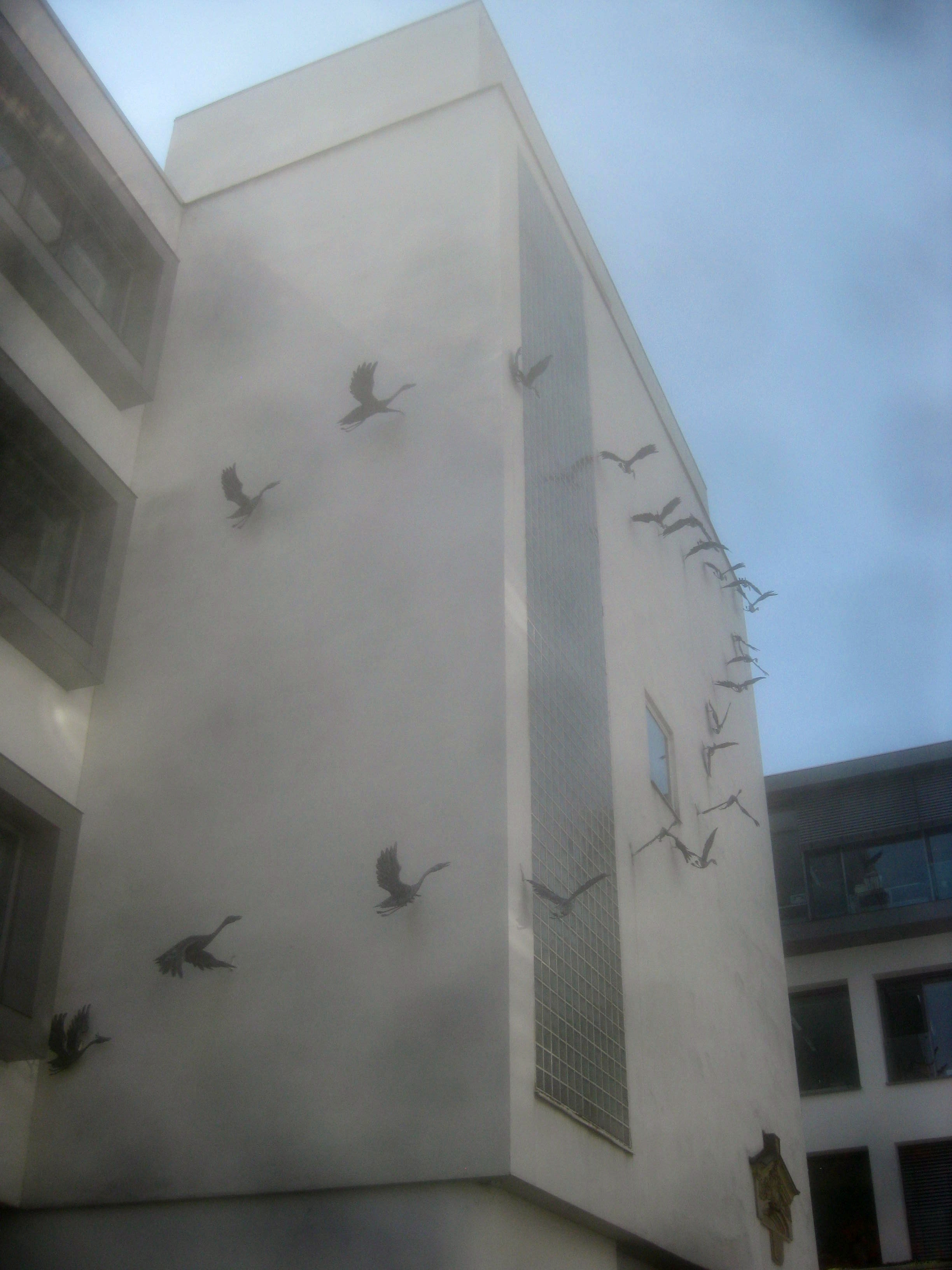
Fassadenskulptur „Aufsteigende Kraniche“ am Gebäude Rotebühlstraße 87G.
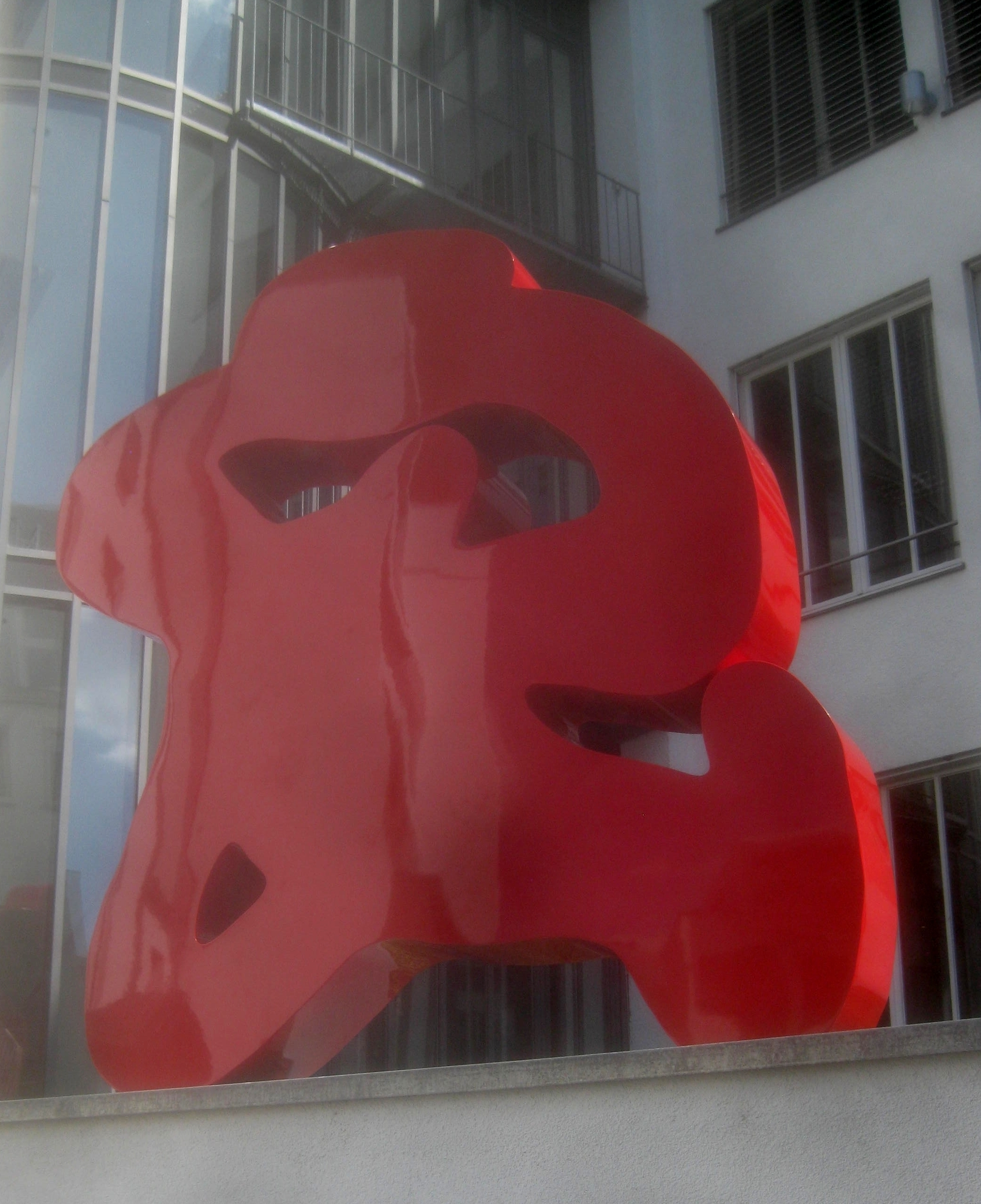
„Tanzender Kosak“ von Rotraut im Hof des Waldbaur-Areals.

### Allgemein
- Egid Fleck:
  - Aus der Geschichte der heutigen „Mohren“-Apotheke in Möhringen auf den Fildern. In: Armin Wankmüller (Herausgeber): Beiträge zur württembergischen Apothekengeschichte, Band VI, Heft 1, Juni 1963, Seite 2–4, online.
  - Möhringer Apotheker. In: Armin Wankmüller: Württembergische Apotheker des 16./18. Jahrhunderts, Folge XXVII: Oberndorf, Dietenheim, Kochendorf und Möhringen. In: Armin Wankmüller (Herausgeber): Beiträge zur württembergischen Apothekengeschichte, Band VII, Heft 1, Dezember 1965, Seite 23–25, hier 25, online.
- Ulrich Gohl: Stuttgart war die Heimat von berühmten Marken – Aber seit 1985 ist der Kakaoduft verzogen. In: City extra, Nummer, 1. April 2009, online.
- Karl Loës. In: Karl von Klimesch (Herausgeber): Köpfe der Politik, Wirtschaft, Kunst und Wissenschaft. Augsburg 1951, ohne Seitenzahl.
- Gabriele Kreuzberger: Fabrikbauten in Stuttgart : ihre Entwicklung von der Mitte des 19. Jahrhunderts bis zum Ersten Weltkrieg. Stuttgart 1993, Seite 387–388, 396–398.
- Karl Loës. In: Karlheinz Mämecke: Das goldene Buch der alten Stuttgarter Firmen. Stuttgart : Daco-Verlag, 1956, Seite 68.
- Andreas Ruisinger: Ruisinger-Sippenbuch. Neusäß 1995, online.
- Achim Wörner: Ein Tafelvergnügen: Stuttgart von der Schokoladenseite. In: Stuttgarter Zeitung, 20. Mai 2000, online.

### Hilfsliteratur
- Christine Breig: Der Villen- und Landhausbau in Stuttgart 1830-1930. Ein Überblick über die unterschiedlichen Umsetzungen und Veränderungen des Bautypus Villa in Stuttgart. Stuttgart 2004, Seite 120–121. – Über die Villa Diemershaldenstraße 11.
- Horst Denkler: Wilhelm Raabe. Legende – Leben – Literatur. Tübingen 1989, Seite 124.
- Festschrift zur Feier des 50jährigen Bestehens der Württembergischen Handelskammern. 2. Großindustrie und Großhandel in Württemberg. Stuttgart 1910, Seite 43–44.
- Karl Fricker: Wilhelm Raabes Stuttgarter Jahre im Spiegel seiner Dichtung. Stuttgart 1939, besonders Seite 114–125.
- Annette Schmidt: Ludwig Eisenlohr. Ein architektonischer Weg vom Historismus zur Moderne. Stuttgarter Architektur um 1900. Stuttgart-Hohenheim 2006, Seite 371–372. – Über das Haus Rotebühlstraße 85 von 1899.
- Stuttgarter Adressbücher, 1800–1943, online.
- Heinz Erich Walter: 1200 Jahre Oberöwisheim : jetzt Stadtteil von Kraichtal (Kreis Karlsruhe); das Ortsbuch von Oberöwisheim; 771 – 1971. Ludwigsburg 1973. – Über den Heimatort von Max Loës.